# Anne Belle Stone

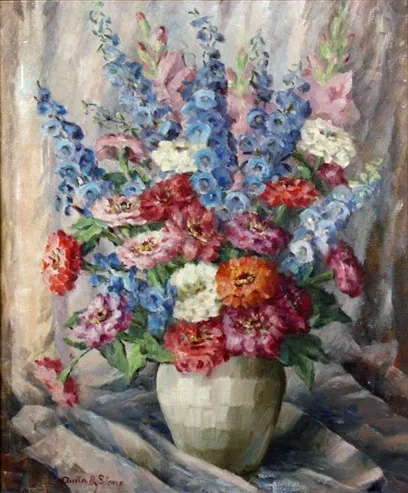
Sem título, circa 1940

Anne Belle Stone, ou Anna Belle Stone, (1874 – 1949) foi uma artista americana conhecida por suas naturezas-mortas de flores. Ela foi uma das fundadoras das Pintoras de Washington.

## Biografia
Stone nasceu em 1874, em Des Moines, Iowa, e mudou-se para Seattle, Washington, em 1889. Ela estudou na Universidade de Washington e no Scripps College. Em 1930, ela ajudou a fundar a organização Pintoras de Washington. Ela também era membro da National League of American Pen Women e da Northwest Watercolor Society.
Suas exibições eram realizadas principalmente na Costa Oeste dos Estados Unidos. Entre os anos de 1931 e 1950, ela exibiu seu trabalho na Feira Leste de Washington. Stone também exibiu obras no Palácio da Legião de Honra da Califórnia, na Galeira de Arte Henry, na Galeria de Arte de Oakland, no Museu de Arte de Portland e no Museu de Arte de Seattle. Seu trabalho tem sido caracterizado como parte do impressionismo americano.
Stone morreu em 1949 em Seattle, Washington.